# Neoseiulella coreen
Neoseiulella coreen är en spindeldjursart som beskrevs av Thomas Walter 1997. Neoseiulella coreen ingår i släktet Neoseiulella och familjen Phytoseiidae. Inga underarter finns listade i Catalogue of Life.